# Youngstown, Ohio
Youngstown là một thành phố thủ phủ quận Mahoning và cũng mở rộng sang Trumbull, bang Ohio, Hoa Kỳ. Thành phố có diện tích 89 km² (trong đó có 1 km² là diện tích mặt nước), dân số theo điều tra năm 2010 là 66982 người.
Youngstown nằm bên sông Mahoning, khoảng 65 dặm (105 km) về phía đông nam của Cleveland và 61 dặm (100 km) phía tây bắc của Pittsburgh, Pennsylvania. Youngstown có khu vực đô thị riêng, nhưng thường được bao gồm trong các mô tả thương mại và văn hóa của khu vực ba-bang Pittsburgh Đại đô thị Cleveland. Youngstown nằm 10 dặm (16 km) về phía tây ranh giới tiểu bang Pennsylvania, nằm giữa thành phố New York và Chicago qua Interstate 80.
Thành phố được đặt tên là John Young, một người định cư đầu từ Whitestown, New York, người đã thành lập xưởng cưa đầu tiên của cộng đồng và máy xay lúa mỳ. Youngstown là nằm trong một khu vực của Hoa Kỳ thường được gọi là vành đai rỉ sắt. Theo truyền thống được biết đến như một trung tâm sản xuất thép, Youngstown đã buộc phải xác định lại bản thân khi ngành công nghiệp thép của Mỹ rơi vào suy giảm trong những năm 1970, để lại các cộng đồng trong khu vực mà không có ngành công nghiệp lớn. Cuộc điều tra 2010 cho thấy Youngstown có tổng dân số 66.982 người, làm cho nó thành phố lớn thứ chín của Ohio.
Theo điều tra dân số 2010, khu vực thống kê đô thị Youngstown-Warren-Boardman (MSA) có 565.773 người và bao gồm quận Mahoning và quận Trumbull ở Ohio, và quận Mercer ở Pennsylvania, khu vực thung lũng thép như một tổng thể có dân số 763.207 cư dân.